# Кристиан Ленен
Кристиан Ленен (на френски: Christiane Lenain) е белгийска актриса.

## Биография
Тя е родена на 7 ноември 1935 година в Бельой, провинция Ено. Започва да работи в театъра от ранна възраст, като играе в различни брюкселски театри, преди да се установи трайно в Кралския театър на галериите и да се превърне в една от най-успешните комедийни актриси в страната.
Кристиан Ленен умира през 1999 година.